# І слово було Бог...
«І слово було Бог…» — документальний фільм про Раїсу Кириченко.
Режисер — Віктор Василенко. Студія — Укртелефільм, 2001 рік.
У зйомках фільму брали участь Раїса та Микола Кириченки і їх односельчани, Вадим Скуратівський, Олена Долженко.
|                                                      | Болюче питання мови вирішується у фільмі "І слово було Бог...", побудованому як триптих: своє ставлення до проблеми висловлюють співачка Раїса Кириченко, культуролог Вадим Скуратівський та ліцеїстка з Донбасу Олена. Позиція Раїси Кириченко - це традиційна позиція відданого апологета української мови. |
| — Ольга Кирилова, "Укртелефільм" між двома проектами | |

У фільмі показано кадри з будівництва церкви у селі Корещина.